# Ohiocarididae
De Ohiocarididae zijn een familie van uitgestorven kreeftachtigen uit de klasse van de Malacostraca (hogere kreeftachtigen).

## Geslacht
- Ohiocaris Rolfe, 1962 †